# Bernhardiner-Friedhof Vilnius
Koordinaten: 54° 40′ 47″ N, 25° 18′ 31″ O

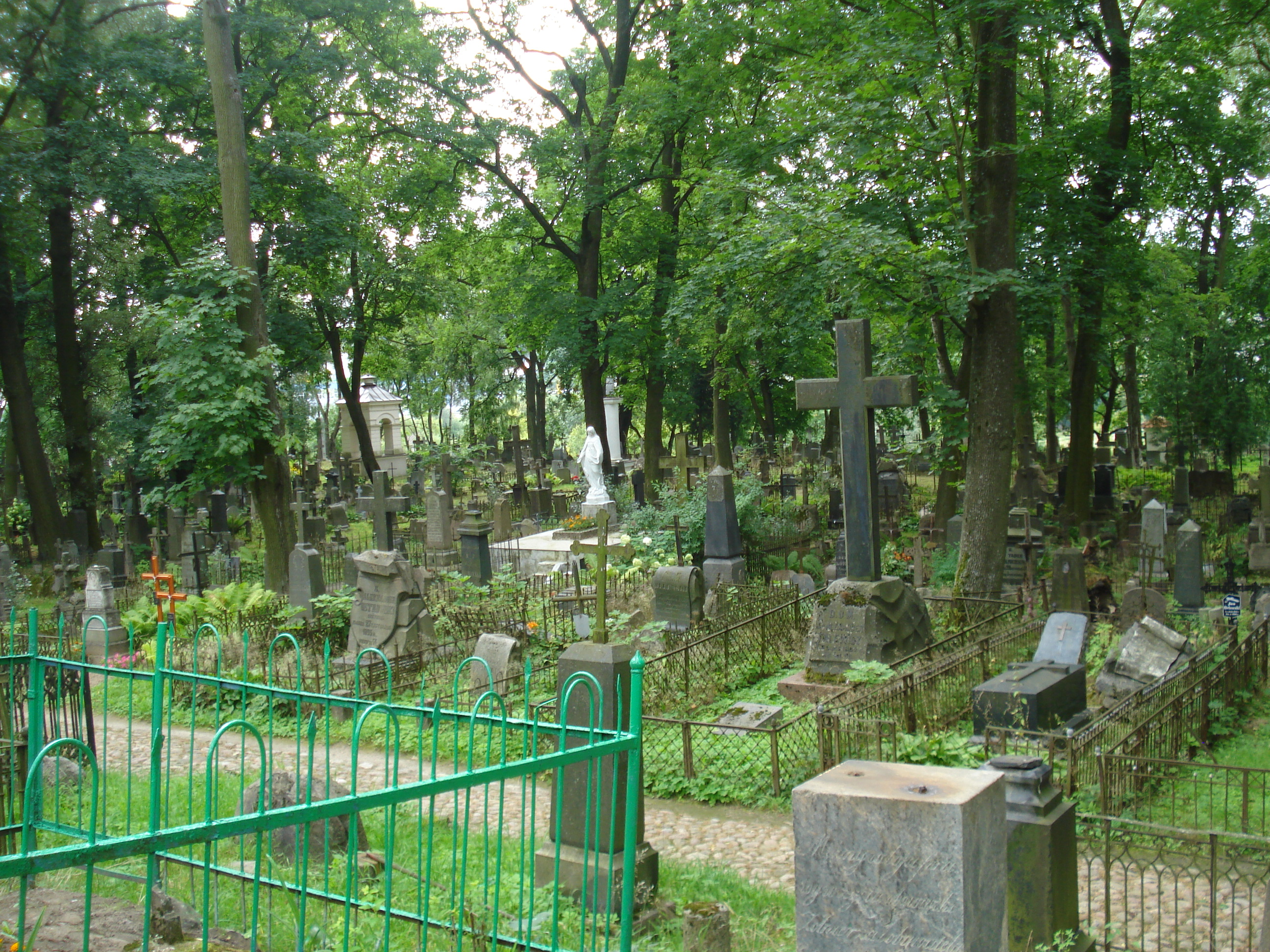
Bernhardiner Friedhof

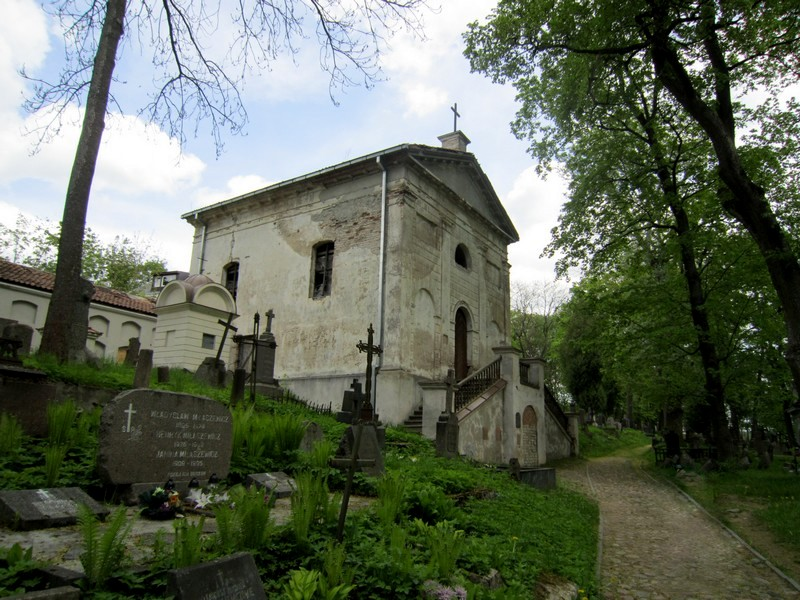
Friedhofskapelle

Der Bernhardiner-Friedhof (lit. Bernardinų kapinės) ist ein Friedhof in der litauischen Hauptstadt Vilnius, im Stadtteil Užupis, am rechten Ufer der Vilnia. Der 3,6 ha große Friedhof ist ein historisches und Kulturdenkmal. Der Friedhof wurde auf Antrag der Bernhardiner 1810 errichtet. Am 2. Oktober 1810 begannen die Bestattungen, die Friedhofskapelle wurde um 1825 erbaut. 